# Касем Сулејмани
Касем Сулејмани (перс. قاسم سلیمانی; Канате Малек, 11. март 1957 — Багдад, 3. јануар 2020) био је ирански генерал-мајор Корпуса Чувара Исламске револуције.
Рођен је у сеоској области Канате Малек у покрајини Керман. Током догађаја који су претходили Исламској револуцији у Ирану, упознао је свештеника по имену Реза Камјаб, који је, како наводи његов брат, Сохраб Солејмани, био један од главних протагониста протеста против Шаховог режима у Керману.
Био је командант 41. дивизије током Ирачко-иранског рата, а касније је помагао територијама ван Ирана, највише Курдима у Ираку, Хезболаху у Либану и Хамасу у палестинским територијама. Године 2012. помагао је сиријској влади током грађанског рата, највише против Исламске Државе.
Погинуо је током напада на аеродром у Багдаду 3. јануара 2020. године. Постхумно му је додељен чин генерал-потпуковника. Након његове смрти, за заповедника Кудс јединица је изабран Есмаил Гани.

## Каријера

### Иранско-ирачки рат
Након тријумфа Исламске револуције у Ирану 1979. године, Касем Сулејмани је постао члан Корпуса Чувара Исламске револуције и на почетку ирачко-иранског рата у Керману је обучио и на фронт послао неколико батаљона. У једном периоду командовао је Западно-азербејџанским корпусом. Године 1980. декретом Мохсена Резаија, тадашњег заповедника Револуционарне гарде, Сулејмани је именован за команданта 41. дивизије „Сараллах”. Током ирачко-иранског рата био је главнокомандујући у операцијама „Фаџр 8”, „Кербела 4” и „Кербела 5”. За Операцију „Кербела 5” као једну од најважнијих иранских операција у овом рату сматра се да је ослабила политичку и војну позицију ирачке војске и стабилизовала ситуацију у корист иранске армије.

### Команда одредом Кудс
Године 1998. Сулејмани је именован за заповедника снага Кудс унутар ‎Корпуса Чувара Исламске револуције. Током командовања снагама Кудс утицао ‎је на јачање Хезболаха у Либану и палестинских милитантних група што се ‎огледа у бројним биткама, међу којима је 30-тродневни рат између либанског ‎Хезболаха са ционистичким режимом и победа палестинских бораца у 20-‎дводневном рату у Гази против ционистичке војске.‎
Сулејмани је у Ираку оформио народни мобилизацијски покрет (al-Ḥašd al-Šaʿbiyy) и Националне снаге одбране (Quwāt ad-Difāʿ al-Watanī).
Због његове улоге у вођењу регионалне стратегије и супротстављања ‎непријатељу, страни и домаћи медији су му давали различита имена и називе, као ‎што су „командир из сенке”, „међународни генерал”, „заповедник ‎дух”,"мистериозни генерал","ноћна мора непријатеља", „Малик Аштар нашег ‎доба”, „генерал Хаџи Касем”.‎

### Активности у Сирији и борба против ИСИС-а (Исламска држава)
Појавом ИСИС-а у Сирији, градови и села ове земље, изузев престонице Дамаска, и неколико региона као што је Латакија и Тартус падали су један за другим под контролу ИСИС-а. У једном тренутку више од половине сиријске територије било је под контролом ИСИС-а који је у међувремену, у циљу ширења своје територије, прешао сиријску границу и ушао у Ирак. За кратко време пао је и град Мосул, и ИСИС је стигао у дубину ирачке територије, све до Фалуџе, Тикрита, Самаре, па чак и до граница Ирана. Осим Дамаска, Арбил и Багдад су такође били подвргнути непрекидној окупацији и бруталним убијањима ИСИС-а.
У том тренутку снаге Кудс и друге групе отпора у региону, под командом Сулејманија предузимају мере саветодавног и борбеног карактера како би спречиле потпуни пад Сирије и Ирака у руке најзлогласније терористичке организације на свету. Ирачки, сиријски као и курдски званичници из Ирака више пута су признали улогу коју је генерал Сулејмани имао у спречавању пада Арбила, Багдада и Дамаска. Непроцењива је улога иранског заповедника у формирању и управљању фронтом отпора састављеном од припадника Исламске револуционарне гарде, Хезболаха, авганистанских Фатемијун бораца, пакистанских Зејнебија и ирачких Хејдаријуна, а касније и припадника ирачког народног покрета, Aл-Хашд ал-Шабиј. Данас, као непролазна стоји слика мушкарца средњег раста на бојном пољу, обученог у једноставну одећу боје песка без икаквих војничких обележја окруженог војницима отпора различитих националности. Ова слика је симбол генерала Сулејманија на првим линијама фронта против ИСИС-а. Понављање ове слике убрзало је крај ИСИС-а. Преузевши иницијативу у своје руке снаге отпора су окренуле нову страницу у борби чиме је за ИСИС започела серија пораза.

### Сулејманијево искрено обећање
‎30. новембра 2017. године генерал Касем Сулејмани, заповедник снага Кудс, ‎објавио је у писму Врховном вођи револуције званичан крај терористичког ‎режима ИСИС-а. Овај важан догађај објављен је спуштањем заставе ИСИС-а у ‎сиријском граду Букамал. У ствари, то је било испуњење обећања које је ‎последњих дана лета те године током обележавања церемоније Арбаин на ‎гробљу мученика у Шалману, посредством команданта снага Кудс објавио један ‎од заповедника покрета отпора, шехид Мортеза Хусеинпур.‎

## Стварање Новог Блиског истока; велики амерички пројекат
Циљ и план великих сила, а посебно Америке за регион западне Азије (или ‎Блиског истока, по њиховом схватању) јесте пројекат „Нови Блиски исток”. У ‎средишту овог пројекта су Сирија, Либан и Ирак. Планирано је да на власт дођу ‎оне владе које би биле покорне Америци како не би биле претње САД или ‎Израелу. Тај утицај није ни требало да се догоди на видан и очигледан начин, већ у ‎облику духовне и стварне доминације. Америка је том циљу тежила кроз ‎дестабилизацију региона. Како би се обезбедили амерички интереси, било је ‎потребно да се у региону изазову несигурност и нестабилност, ослабе владе које ‎воде самосталну политику и подрже терористичке и текфиристичке групе и ‎покрети. Међутим, захваљујући Сулејманијевој стратегији, овај план и америчка ‎стратегија доживели су фијаско. ‎

## Ставови неколицине истакнутих личности о Сулејманијевој улози у‎борби против тероризма
Улога заповедника Сулејманија у уништавању ИСИС-а није нешто што би непријатељ могао да негира. Заповедник Сулејмани и његова личност дуго су били предмет анализе америчких и западних медија, још од настанка ИСИС-а, али је његова кључна улога у уништавању ИСИС-а била значајнија за међународне медије и западне и америчке званичнике. Ирански командант био је на насловној страници америчког магазина Њузвик где је стајало „бесмртни непријатељ” уз објашњење: „Прво је ратовао против Америке. Сада разбија ИСИС.”
Стенли Макристал, бивши командант Здружене команде за специјалне операције ‎америчке војске у Ираку, каже: „Појавом злог феномена званог ИСИС, Сулејмани ‎наспрам њега добија улогу витеза”, и додаје: „Уверен сам да је Сулејмани имао ‎кључну улогу у спашавању Асадовог режима. Било је готово немогуће да Асад ‎задобије самопоуздање, а у неким случајевима и способност да опстане пред ‎ураганом, оне две или три године, када је стварно изгледало да се његова влада ‎распада”. ‎
Рајан Крокер, бивши амерички амбасадор у Ираку, у вези са улогом ‎Сулејманија у борби против ИСИС-а, каже: „Када се режим Башара ал-Асада ‎климао, снаге Кудс и друге иранске формације су му притицале у помоћ”.‎
Скот Бенет, амерички аналитичар и некадашњи официр задужен за ‎психолошки рат, у разговору о улози заповедника иранских снага Кудс у борби ‎против тероризма, каже: „Сулејмани је у својој војној кампањи против ИСИС-ове ‎агресије и тероризма поступао смирено показавши свету да се Иран у свим ‎аспектима морално противи ИСИС-у и да свет постепено схвата да Иран не само ‎да није спонзор ИСИС-а, већ да поседује прави и истински начин да се он ‎заустави”. ‎
Џон Мегвајер, бивши службеник Централне обавештајне агенције (ЦИА), говорећи о ‎борбама у сиријској области Ал-Кусејр, која је резултирала поновним ‎преузимањем ове стратешке области од стране сиријске армије, каже: ‎„Заповедник Сулејмани је директно командовао овом операцијом претворивши ‎је у велику победу”. ‎
Сулејманијева понизност међу својим саборцима и војницима отпора била је ‎још једно питање које је привукло пажњу америчких званичника и стручњака. У ‎својој изјави Мегвајер са извесном завишћу констатује: „Како је могуће да онај ‎човек са дна, који има 25 година и без заштитног прслука се бори у једној ‎паравојној формацији, не буде мотивисан и не да добре резултате када види да ‎његов претпостављени који је годишта као и његов деда, усред кише метака ‎корача на ратишту у обичној кошуљи. Овај гест је надахњујућа порука том ‎војнику да код овог човека не постоји страх и да и ми други треба да будемо ‎такви”. Мегвајер у наставку каже: „Ја заиста верујем да људи попут Сулејманија ‎осећају како сами пишу своју судбину и уколико погину, да је добро што су ‎погинули. Њихово гледиште се потпуно разликује од гледишта нас Американаца, ‎и они верују како испуњавају Божанску мисију”.‎
Бивши амерички председник Барак Обама, током једног од својих састанака ‎са ирачким премијером, Хејдаром ал-Абадијем, одржаним 2014. године рекао је: ‎„Он (Сулејмани) је мој непријатељ. Али, ја према њему имам посебну врсту ‎уважавања”.‎
Доналд Трамп, садашњи амерички председник, који је заповедника ‎Сулејманија и његов одред ставио на листу терористичких група и издао налог за ‎његову ликвидацију, не може да не призна Сулејманијеву антитерористичку ‎природу; он на једном месту каже: „Иранци се ИСИС-а гнушају више него ми”.‎

## Мучеништво
Убиство Касема Сулејманија, које су у петак, 3. јануара 2020. у Ираку извеле америчке снаге, ујединило је исламски Иран у жалости.
Након овог догађаја, реагујући на убиство Сулејманија, народ широм Ирана је изашао на улице и осудивши овај терористички чин затражио казну за његове починиоце. Касем Сулејмани је иза себе оставио верско-политички тестамент у којем се обраћа разним структурама иранског друштва.